# 中島みゆき「縁会」2012〜3
『中島みゆき「縁会」2012〜3』（なかじまみゆき えんかい にせんじゅうにからさん）は、2014年11月12日に発売された中島みゆきのライブDVD & Blu-rayである。なお、本項では2014年10月29日に発売されたライブ・アルバム『中島みゆき「縁会」2012〜3 -LIVE SELECTION-』（なかじまみゆき えんかい にせんじゅうにからさん ライブ セレクション）についても述べる。

## 解説
2012年10月25日から2013年2月10日まで行われたコンサートツアー「縁会2012〜3」より収録されている。
中島のライブ作品でDVD & BDの2形態で同時発売されたのは、この作品が初である。
前作同様、ライブ・アルバムとライブDVD & BDの収録曲が異なっている。
2015年1月24日に、当ライブの模様を様子を収録された映画「縁会2012〜3 劇場版」が公開された。

## ライブ・アルバム

### 解説
- DVD・BD盤に収録されていてCD盤に収録されていない曲は「あした」「過ぎゆく夏」「縁」「愛だけを残せ」「風の笛」「常夜灯」「悲しいことはいつもある」「地上の星」「時代」「世情」「恩知らず」の11曲。
- ボーナストラックとして「泣きたい夜に (ライブ・カラオケ・バージョン)」と「倒木の敗者復活戦 (ライブ・カラオケ・バージョン)」が収録されている。これはライブ音源から中島本人のヴォーカルを抜いたインストゥルメンタルとなっている。また、「3分後に捨ててもいい」は実際のコンサートでインストゥルメンタルとして演奏されたものである。
- 工藤静香への提供曲「NIGHT WING」は本作で初めて中島のセルフカバーがCD音源化された。

### 収録曲
- 全作詞/作曲：中島みゆき、全編曲：瀬尾一三

1. 空と君のあいだに
2. 最後の女神
3. 化粧
4. 3分後に捨ててもいい (Inst.)
5. 真直な線
6. NIGHT WING
7. 泣きたい夜に
8. 倒木の敗者復活戦
9. 月はそこにいる
10. パラダイス・カフェ
11. ヘッドライト・テールライト
12. 泣きたい夜に (ライブ・カラオケ・バージョン)
13. 倒木の敗者復活戦 (ライブ・カラオケ・バージョン)

## ライブDVD/BD

### 解説
DVD・BD盤とCD盤で収録曲が異なっている。CD盤にのみ収録されている曲は「3分後に捨ててもいい (Inst.)」「真直な線」「泣きたい夜に (ライブ・カラオケ・バージョン)」「倒木の敗者復活戦 (ライブ・カラオケ・バージョン)」の4曲。

### 収録曲
- 全作詞/作曲：中島みゆき、全編曲：瀬尾一三

1. 空と君のあいだに
2. あした
3. 最後の女神
4. 化粧
5. 過ぎゆく夏
6. 縁
7. 愛だけを残せ
8. 風の笛
9. 常夜灯
10. 悲しいことはいつもある
11. 地上の星
12. NIGHT WING
13. 泣きたい夜に
14. 時代
15. 倒木の敗者復活戦
16. 世情
17. 月はそこにいる
18. 恩知らず
19. パラダイス・カフェ
20. ヘッドライト・テールライト

## 演奏者
- Vocals：中島みゆき

- Drums：島村英二
- Bass：富倉安生
- Guitars：古川望
- Conductor, Keyboards：小林信吾
- Saxophones & Keyboards：中村哲
- Keyboards：矢代恒彦
- Violin：石橋尚子 (NAOrchestra〜ナオケストラ〜)
- Vocal & Acoustic Guitar：宮下文一
- Vocal：杉本和世・坪倉唯子

## 映画
セットリスト
1. 空と君のあいだに
2. あした
3. 最後の女神
4. 化粧
5. 過ぎゆく夏
6. 縁
7. 愛だけを残せ
8. 風の笛
9. 常夜灯
10. 悲しいことはいつもある
11. 地上の星
12. NIGHT WING
13. 泣きたい夜に
14. 時代
15. 倒木の敗者復活戦
16. 世情
17. 月はそこにいる
18. 恩知らず
19. パラダイス・カフェ
20. ヘッドライト・テールライト